# チョルティ族
チョルティ族（チョルティぞく、Ch'orti'）は、マヤ人に属する民族で、グアテマラ東部、および隣接するホンジュラスに主に居住する。マヤ語族のチョルティ語を話す。

## 概要
チョルティ族はモタグア川の支流（主にチキムラ県）に居住している。この地は古代の遺跡であるコパンやキリグアに近い。川辺の低い土地はラディーノが占め、チョルティ族はより痩せた標高600-1200メートルの高い土地に散在して焼畑農耕を行っている。
2002年の統計ではグアテマラのチョルティ族は46,833人の人口があるが、チョルティ語の話者は11,734人にすぎない。ホンジュラスのチョルティ語は極めて深刻な危機にあり、エスノローグは話者数を10人とする。
祭儀の中心は熱帯収束帯の移動と結びついた雨乞いにあるが、伝統的なマヤの信仰とカトリックが習合し、たとえば雨の神であるチャク神への信仰はサン・ミゲル信仰に変化している。